# Consuelo de Nieva
Consuelo de Nieva Trabanco (Utrera, 17 de enero de 1914-Barcelona, 19 de junio de 1993) fue una actriz española que participó en una sesentena de películas y en series de teatro televisado, tales como Novela, Hora once o Estudio 1, entre las décadas de 1930 y 1980.
Fue esposa del también actor Francisco Melgares.

## Filmografía completa
- Don Quintín, el amargao (1935)
- Es mi hombre (1935)
- Primer amor (1941)
- Tierra y cielo (1941)
- El hombre que las enamora (1944)
- La vida empieza a medianoche (1944)
- Tambor y cascabel (1944)
- Tuvo la culpa Adán (1944)
- Aquel viejo molino (1946)
- Noche sin cielo (1947)
- El hijo de la noche (1949)
- Un hombre de mundo (1949)
- La mujer de nadie (1950)
- El final de una leyenda (1950)
- Un soltero difícil (1950)
- María Morena (1951)
- Niebla y sol (1951)
- Concierto mágico (1953)
- Fuego en la sangre (1953)
- Milagro en la ciudad (1953)
- Hay un camino a la derecha (1954)
- Cañas y barro (1954)
- El cerco (1955)
- Lo que nunca muere (1955)
- Heredero en apuros (1956)
- Veraneo en España (1956)
- Cumbres luminosas (1957)
- El aventurero (1957)
- El último cuplé (1957)
- La muralla (1958)
- La Tirana (1958)
- Música de ayer (1958)
- Charlestón (1959)
- Un mundo para mí (1959)
- ¿Dónde vas, triste de ti? (1960)
- Siega verde (1960)
- El amor de los amores (1961)
- La bella Lola (1962)
- Las travesuras de Morucha (1962)
- Los culpables (1962)
- Trigo limpio (1962)
- El mujeriego (1963)
- Los farsantes (1963)
- Senda torcida (1963)
- Young Sánchez (1963)
- La boda era a las doce (1964)
- Brillante porvenir (1964)
- La chica del auto stop (1964)
- Piso de soltero (1964)
- Vivir un largo invierno (1964)
- La vida es magnífica (1965)
- Tierra de fuego (1965)
- Un rincón para querernos (1967)
- De picos pardos a la ciudad (1969)
- Españolear (1969)
- El triangulito (1970)
- Investigación criminal (1970)
- Los casados y la menor (1975)
- Las alegres chicas de El Molino (1977)
- Sexy, amor y fantasía (1977)
- La muchacha de las bragas de oro (1979)
- La plaza del Diamante (1982)